# Estação Rambuteau
Rambuteau é uma estação da linha 11 do Metrô de Paris, localizada no limite dos 3.º e 4.º arrondissements de Paris.

## História

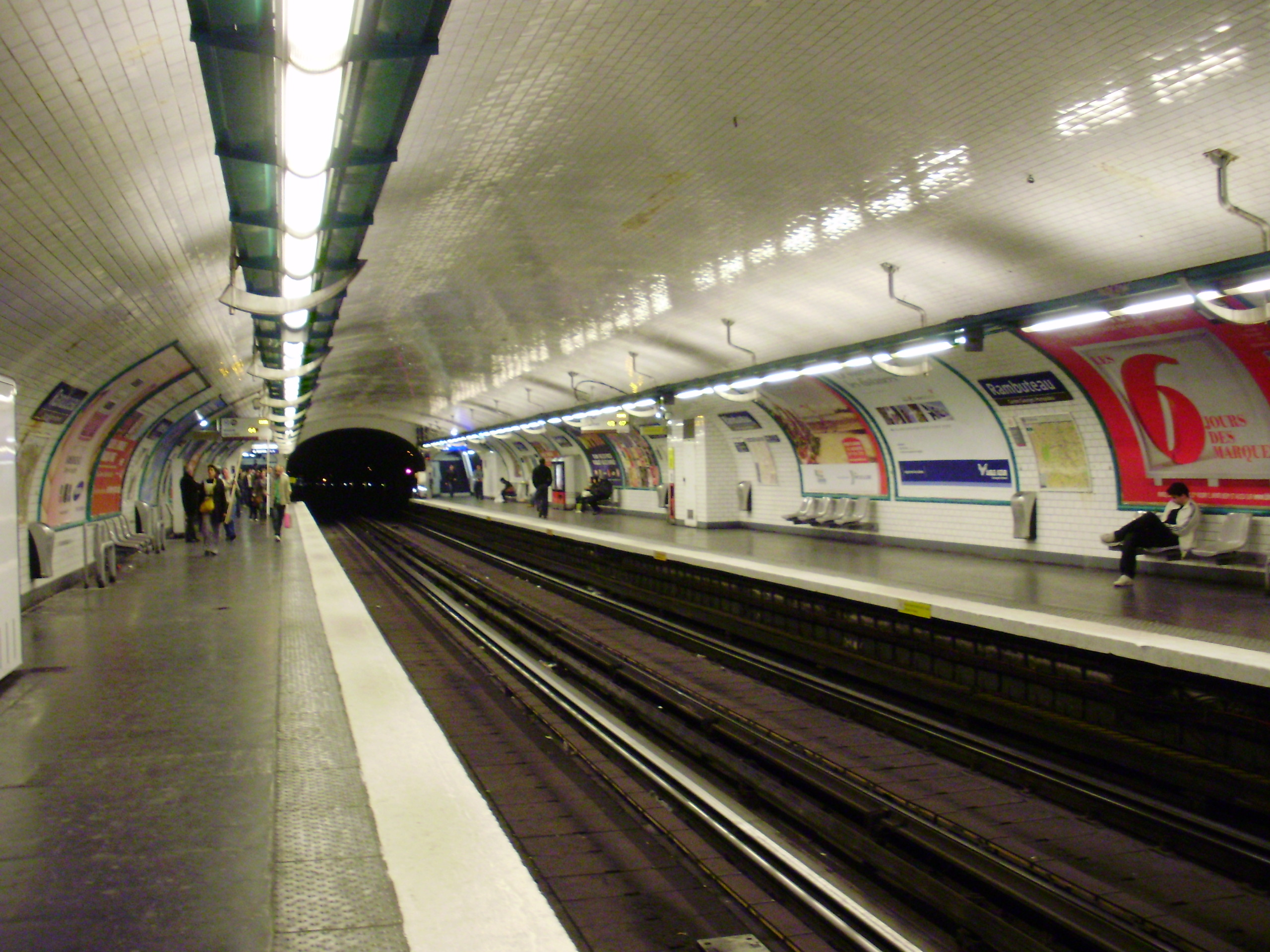
Plataformas da estação (vista para Châtelet)

A estação foi aberta em 28 de abril de 1935 com o lançamento da linha 11 entre Châtelet e Porte des Lilas.
Em 2011, 4 491 306 passageiros entraram nesta estação. Ela viu entrar 4 498 414 passageiros em 2013, o que a classifica na 100ª posição das estações de metrô pela sua frequência.

## Serviços aos passageiros

### Acesso
A estação possui quatro acessos, cada um ornado com uma balaustrada de tipo Dervaux, completada pelos três primeiros de um candelabro neste estilo:
- Acesso 1 Centre Georges-Pompidou: duas escadas contíguas, uma fixa, a outra mecânica na direção da saída, levando à direita do 21, rue Beaubourg;
- Acesso 2 Rue Rambuteau: 22, rue Beaubourg;
- Acesso 3 Rue Geoffroy-l'Angevin: 20, rue Beaubourg;
- Acesso 4 Rue du Grenier-Saint-Lazare: 1, rue du Grenier-Saint-Lazare.

### Plataformas
Rambuteau é uma estação de configuração padrão: ela tem duas plataformas laterais e a abóbada é elíptica. A decoração é de estilo "Ouï-dire" de cor verde: as bandas, a iluminação, a cor, são suportados pelo consoles de curvas em forma de foice. A luz direta é branca, enquanto que a luz indireta projetada sobre a abóbada é multicolorida. As telhas de cerâmica branca são planas e recobrem os pés-direitos, a abóbada e os tímpanos. Os quadros publicitários são verdes e cilíndricos e o nome da estação está escrito com a fonte Parisine em placas esmaltadas. As plataformas são equipadas com bancos de estilo "Motte" e as bancadas cinzas.

### Intermodalidade
A estação é servida pelas linhas 29, 38, 47 e 75 da rede de ônibus RATP e, à noite, pelas linhas N12, N13, N14 e N23 da rede Noctilien.

## Pontos turísticos
- Centro Pompidou
- Musée de la Poupée, Impasse Berthaud
- Museu de Arte e de História do Judaísmo, no Hôtel de Saint-Aignan, no 71 da rue du Temple
- Jardin Anne-Frank (antigos jardins de l’Hôtel de Saint-Aignan) no 14 do impasse Berthaud[3]
- Théâtre Essaïon, no 6 da rue Pierre au Lard